# William Lester Armstrong
William Lester Armstrong (ur. 16 marca 1937 we Fremont w Nebrasce, zm. 5 lipca 2016 w Denver w Kolorado) – amerykański polityk związany z Partią Republikańską.
W latach 1973–1979 przez trzy dwuletnie kadencje Kongresu Stanów Zjednoczonych był przedstawicielem piątego okręgu wyborczego w stanie Kolorado w Izbie Reprezentantów Stanów Zjednoczonych.
Następnie w latach 1979–1991 reprezentował ten stan w Senacie Stanów Zjednoczonych.